# ویلهلم بندوو
ویلهلم بندوو (انگلیسی: Wilhelm Bendow؛ ۲۹ سپتامبر ۱۸۸۴ – ۲۹ مه ۱۹۵۰) یک هنرپیشه اهل آلمان بود. 
از فیلم‌ها یا برنامه‌های تلویزیونی که وی در آن نقش داشته است می‌توان به مهرگیاه، ناک اوت اشاره کرد.